# Microsoft Office Groove
 (août 2020).
 (août 2020).
Si vous disposez d'ouvrages ou d'articles de référence ou si vous connaissez des sites web de qualité traitant du thème abordé ici, merci de compléter l'article en donnant les références utiles à sa vérifiabilité et en les liant à la section « Notes et références ».
Ne doit pas être confondu avec Groove Musique.
Microsoft Office Groove, ou, en 2010, Microsoft SharePoint Workspace 2010, est un logiciel propriétaire de travail collaboratif destiné à des équipes dont les membres sont susceptibles d'être régulièrement hors ligne ou géographiquement distribués, c'est-à-dire n'appartenant pas à la même entreprise ou ne partageant pas le même réseau informatique. Groove est plutôt destiné à un usage professionnel mais peut être néanmoins utilisé par des particuliers, étudiants ou associations. Au niveau professionnel, Groove se décline aussi bien pour les TPE ou PME, que pour les Grands Comptes ou organisations publiques. 
Le produit a été développé à l'origine par Groove Networks Inc., une société américaine située à Beverly (Massachusetts) jusqu'à l'acquisition de Groove Networks, Inc. par Microsoft Corp. en mars 2005. Le produit est fourni avec Microsoft Office 2007 dans les versions Entreprise et Ultimate mais peut également être acquis comme une application autonome. Il disparait à partir de Office 2013.

## Espace de travail Groove
Groove est un logiciel de bureau, fonctionnant sous Windows et destiné à faciliter la collaboration et la communication des membres d'une équipe. Le produit a été mis au point par Ray Ozzie, également connu comme étant le créateur de Lotus Notes. Le paradigme central de Groove est l'espace de travail partagé : Un espace de travail permet de réunir dans un environnement confidentiel différentes personnes cherchant à atteindre un objectif commun : gérer un projet, préparer une réunion ou une formation, partager des ressources thématiques, etc. L'espace de travail est agencé librement par les participants à l'aide des outils fournis : partage de fichiers, forums, gestionnaire de réunions, formulaires, etc. Un utilisateur Groove crée un espace de travail et invite les autres utilisateurs dans cet espace Groove. Groove fonctionne donc sur le principe de la cooptation. Chaque personne qui répond à une invitation devient un membre de cet espace de travail et en reçoit une copie qui est installée sur son disque dur. Toute modification apportée par l'un des membres de l'espace de travail est ensuite automatiquement synchronisée avec les autres membres de ce même espace, et ce de façon quasi instantanée. Si certains membres sont déconnectés au moment où le changement est fait, le changement est mis en file d'attente puis synchronisé lorsque le membre revient en ligne. Toutes les données sont chiffrées à la fois sur le disque (stockage) et sur le réseau (synchronisation / transfert) grâce à un ensemble de clés uniques.

## Fondamentaux et outils collaboratifs
L'architecture logicielle de Groove permet de bénéficier d'un certain nombre de services de base : sécurité permanente (Always-On Security), passage des frontières informatiques (pare-feu), création d'espaces de travail ad-hoc, fonctionnement indifférent en étant connecté ou déconnecté d'un réseau, détection automatique et exploitation de tout type de réseau : Réseau d'entreprise, accès internet privé ou public, etc. Tout espace de travail créé sur Groove tire donc parti de ces fondamentaux, tout en étant fortement personnalisable grâce aux outils disponibles : Les outils Groove sont des mini-applications permettant d'agencer un espace de travail en fonction de ses besoins. Certains outils sont plutôt orientés communication : forum, chat... D'autres sont plus orientés sur le stockage et le partage de ressources : fichiers, images, formulaires, calendriers... 
En complément, Groove dispose d'une solution intégrée de messagerie. Cette solution offre plusieurs fonctionnalités en plus par rapport à l'email classique: Elle dispose d'un système de suivi permettant à tout instant de savoir si un message envoyé a été reçu et ouvert par son destinataire. Intégré dans Groove, la fonction de messagerie tire parti des caractéristiques intrinsèques de Groove en matière de sécurité, réduisant ainsi les risques de messages non souhaités (spam) ou de virus. 
Groove dispose également d'un système d'alertes, configurable à l'échelle de chaque espace de travail et de chaque outil dans un espace de travail, et permettant d'être notifié de toute modification apportée sur les données par un autre membre de l'espace. Les éléments non encore lu par l'utilisateur courant sont par ailleurs annotés d'un signe distinctif. 
Dans le même esprit, il est également possible à tout membre d'un espace de créer un lien hypertexte vers une ressource stockée dans un espace, et de déposer ce lien dans un message ou dans un autre outil afin d'attirer l'attention sur cette ressource (Par exemple : pour demander à un membre d'une équipe de revoir un document, on pourra lui faire parvenir un message Groove contenant le lien vers le document). 
Groove dispose également d'un mécanisme de notification de présence : il est ainsi aisé de déterminer si l'un de ses collègues est déconnecté, en ligne ou même actif dans un espace de travail. 
Enfin, chaque membre d'un espace de travail se voit attribuer un rôle lors de son invitation dans l'espace de travail. À chaque rôle correspond des permissions d'actions à l'échelle de l'espace de travail ou d'un outil de l'espace de travail. Les permissions relatives à chaque rôle peuvent être ajustées en fonction du contexte.

## Architecture logicielle et protocoles
Lorsque deux utilisateurs sont situés sur un même réseau local, la synchronisation d'un espace de travail se fait en direct, de personne à personne. Quand les membres d'un espace de travail ne sont pas situés sur un même réseau local, ou ne sont pas connectées de manière simultanée, la synchronisation directe ou immédiate n'est pas possible. Groove s'appuie dans ce cas sur un composant appelé Serveur Relais Groove, dont la vocation est de stocker temporairement les informations devant être synchronisées. Par sécurité, afin d'éviter toute interception, les informations échangées par Groove sont découpées en fragments et chiffrées. On parle de deltas de données. La vocation du serveur relais est donc de stocker puis transmettre les deltas de données nécessaires à la synchronisation des personnes. Du fait des capacités de synchronisation de personne à personne mais également par l'usage de relais lorsque cela est nécessaire, on dit que Groove s'appuie sur une architecture point à point hybride.
D'un point de vue protocole, Groove exploite le Simple Symetric Transmission Protocol (SSTP), et utilise le port TCP 2492. Quand ces protocoles ou ports ne sont pas autorisés, Groove est en mesure de s'adapter automatiquement au contexte en encapsulant les trames SSTP dans du HTTPS ou HTTP.
En complément du Serveur Relais, l'architecture Groove peut être enrichie de composants complémentaires. Ils sont au nombre de trois.
Le Serveur de Gestion des Utilisateurs (Groove Manager Server) a pour vocation de gérer les utilisateurs de manière centralisée, en définissant leur profil d'utilisateurs Groove, ainsi que des règles d'usages et de sécurité. Ce serveur joue un rôle important dans le cadre d'un usage professionnel, puisqu'il offre des capacités d'intégration avec l'annuaire de l'entreprise et avec une infrastructure de clé. Il joue également un rôle important en termes de fiabilisation du système en permettant d'automatiser la sauvegarde périodique des comptes utilisateurs.
Le serveur d'intégration (Groove Databridge Server) a pour vocation de faciliter l'intégration des données contenues dans les espaces Groove avec des applications existantes dans l'entreprise de type progiciel de gestion intégré, gestion de la relation client (GRC), bases de données, etc. Cette intégration se fait en exploitant l'interface Web Services fournie par Groove. Le serveur d'intégration fournit également un service d'archivage sécurisé des espaces Groove.
Enfin, le serveur d'Audit (Groove Audit Server) permet de superviser les usages de Groove au sein de l'entreprise. Il collecte donc des données, selon des scénarios prédéfinis, et permet ainsi d'établir des indicateurs consolidés sur les pratiques dans l'entreprise.

## Modèles de déploiement
Microsoft propose l'usage de Groove sous différentes formes. Il est disponible sous forme de souscription annuelle via l'offre Groove Live. Il est également possible de l'acquérir sous forme de licence perpétuelle, évolutive ou non, en composant seul ou au sein d'une offre Office 2007 Entreprise et Ultimate. Dans l'ensemble de ces cas, le produit est fourni avec un service de relais externalisé. En complément du produit Groove, il est également possible de souscrire à une offre appelée Groove Enterprise Services, et dont la vocation est de mettre à disposition des utilisateurs un service relais de qualité supérieure mais également un service de gestion des utilisateurs. Enfin, les différents serveurs de la gamme Groove peuvent également être installés sur site.

## Changement de nom dans Office 2010
Dans Microsoft Office 2010, Groove a été renommé Microsoft SharePoint Workspace 10.

## Disparition
Le produit n'est pas inclus dans Office 2013. Il est partiellement remplacé par Microsoft OneDrive for Business.